# Шепердс-Буш
Шепердс-Буш (англ. Shepherd's Bush) — пригород Западного Лондона, расположенный на территории лондонских районов Хаммерсмит и Фулем, в 4,9 милях (7,9 км) к западу от Чаринг-Кросс и обозначенный в плане Лондона как крупный городской центр.
Несмотря на то, что он в основном жилой, в центре его внимания находится торговый район Шепердс-Буш-Грин с торговым центром Westfield London, расположенным недалеко к северу. Главные магистрали ― Аксбридж-роуд, Голдхоук-роуд и Аскью-роуд, на которых расположены небольшие и в основном независимые магазины, пабы и рестораны. Футбольный стадион «Лофтус Роуд» в Шепердс-Буше является домашней ареной Куинз Парк Рейнджерс. В 2011 году население этого района составляло 39 724 человека.
Район граничит с Хаммерсмитом на юге, Холланд-парком и Ноттинг-Хиллом на востоке, Харлесденом и Кенсал-Грин на севере и Актоном и Чизвиком на западе. Уайт-Сити образует северную часть Шепердс-Буша. Шепердс-Буш включает в себя районы Шепердс-Буш-Грин, Аскью, Колледж-Парк и Олд-Оук, а также Уормхолт и Уайт-Сити, входящие в состав района.
В Вестминстере Шепардс-Буш представляет Энди Слотер, депутат парламента от Лейбористской партии от избирательного округа Хаммерсмит, в который входят Шепардс-Буш, Хаммерсмит и Северный Фулем.

## Галерея
- Торговый центр Shepherds Bush's West 12, северный вход (2006)
- Рынок Шепердс-Буш в конце Аксбридж-роуд (2006)
- Новая наземная станция Shepherd's Bush, открытая в 2008 году
- Торговый центр Westfield
- Изображение ворот, выполненное художником Эллиотом Бруком (установлено в 2012 году)